# 圖拉蓋河
40°14′30″N 46°39′59″E / 40.24167°N 46.66639°E
圖拉蓋河是阿塞拜疆的河流，位於該國中部，屬於泰爾泰爾河的左支流，河道全長35公里，發源自小高加索山脈，每年平均降雨量553毫米。